# Adolf Kummernuss
Adolph Kummernuss, né le 23 juin 1895 à Hambourg et mort le 7 août 1979 à Travemünde, est un dirigeant syndical allemand, membre du parti social-démocrate, et opposant au nazisme.

## Biographie
Adolf Ludwig Kummernuss est fils de forgeron, né à Hambourg dans une fratrie de 12 enfants, il trouve du travail dans le port de la ville et rejoint la section jeunesse du Parti social-démocrate d'Allemagne (SPD), puis en 1912 devint membre à part entière du parti. La même année, il rejoint également le Syndicat allemand des travailleurs des transports (Deutscher Transportarbeiter-Verband (de)). En 1915, il est enrôlé lors de la Première Guerre mondiale, combat sur le front de l'Est puis, après une grave blessure, sur le front de l'Ouest avant d'être déclaré invalide en 1918.
Après la guerre, il occupe divers emplois et gagne progressivement en influence au sein de son syndicat et du SPD. C'est un ferme opposant aux nazis et quand ceux-ci dissolvent les syndicats par la force en 1933, il perd son emploi mais poursuit cependant ses réunions syndicales, illégales, en étroite collaboration avec la Fédération internationale des ouvriers du transport, s'efforçant de maintenir le contact entre le syndicalisme allemand et les instances syndicales à l'étranger. La Gestapo l'arrête en 1935 et il passe plusieurs mois dans le camp de concentration de Fuhlsbüttel. Il est jugé à Stettin pour « haute trahison » et condamné à deux ans de prison. Il est libéré en 1937 et trouve du travail dans un entrepôt, reprenant ses activités syndicales malgré l'interdiction, et devient par la suite directeur d'usine.
Dès la fin de la Seconde Guerre mondiale, Adolph Kummernuss organise un syndicat dans la fonction publique de la zone d'occupation britannique. En 1947, il est élu président du nouveau comité local du Grand Hambourg de la Confédération allemande des syndicats qui représente les syndicats régionaux, et fonde et préside le Syndicat des services publics, des transports et de la circulation de la Zone britannique. De 1946 à 1949, il représente le SPD au Comité des citoyens de Hambourg.
En 1949, le syndicat de Kummernuss crée le Syndicat national des services publics, des transports et de la circulation (ÖTV) et Kummernuss en est élu président. Il joue un rôle de premier plan dans la création de la plus tard puissante Confédération allemande des syndicats (DGB) et siège à la direction de l'Internationale des services publics (PSI). Il proteste vivement contre le retour d'anciens membres du parti nazi dans la vie publique et est souvent présenté comme un possible futur dirigeant du DGB. Il décide cependant de se concentrer sur l'ÖTV et, à partir de 1956, d'assumer un rôle supplémentaire en tant que président du PSI
Le mandat de Kummernuss à la tête de l'ÖTV prend fin en 1961 et, ayant dépassé la limite d'âge, il prend sa retraite. Cependant, le syndicat vote une modification des statuts afin de prolonger son mandat. En 1962, il est nommé membre du Comité économique et social européen. Il prend sa retraite en 1964 et s'installe à Lübeck. En 1971, il est élu au conseil des aînés du SPD. Il décède en 1979, ses cendres sont dispersées en mer.